# Enfuvirtide
L'Enfuvirtide è un antivirale utilizzato nella terapia anti HIV-1.

## Meccanismo d'azione
È un peptide anti-fusogeno, inibisce la fusione d'attacco del virus con i linfociti T CD4+.
Si lega alle gp41 provocando cambiamenti conformazionali.